# 쇼난 벨마레
쇼난 벨마레(일본어: 湘南ベルマーレ 쇼난 베루마레[*], Shonan Bellmare)는 J리그 소속 축구팀으로 가나가와현 히라쓰카시를 연고지로 삼고 있으며 팀명인 벨마레는 '아름답다'의 의미를 가진 라틴어 벨룸(Bellium)와 바다를 뜻하는 마레(Mare)의 조어이다.

## 역사
1968년 도치기현에서 후지타공업 축구부로 창단, 1972년 JSL 1부리그로 승격했다. 1992년 J리그 출범 당시 벨마레 히라쓰카라는 이름으로 야마하 발동기(현 주빌로 이와타)와 함께 J리그 준회원을 신청했고, 1993년 JFL 우승으로 J리그에 입성하게 된다.
J리그 첫 해인 1994년에 후기리그 준우승과 천황배 우승으로 돌풍을 일으켰고, 1995년에는 고졸신인 나카타 히데토시의 활약으로 아시아 컵 위너스컵을 제패하며 전성기를 맞게 된다.
하지만 1998년 모기업인 후지타공업이 법정관리에 들어가면서 스폰서에서 철수한 이후 성적이 급하락해 1999년에는 종합순위 최하위로 J2리그로 강등되었고, 이후에는 2002년과 2008년 5위가 최고 성적일 정도로 J2리그 내에서도 약팀으로 전락하는 듯 했으나 2009년 J2리그 3위를 기록하며 11년 만에 J1 복귀에 성공한다. 2010년 리그 4라운드에서 알비렉스 니가타에게 2:0으로 승리, 1999년 8월 7일 이후 최장기간인 3,885일만의 J1 승리로 기록되었다(무실점 승리는 1998년 10월 18일 이후 4,178일만에). 시즌 내내 하위권에서 허덕이다가 꼴찌를 기록하여 1년 만에 다시 J2로 강등되었다.
2011년 J2에서도 부진하여 14위에 그쳤으나 조귀재 감독이 부임한 2012년에는 선전하면서 시즌 막판에 교토 상가 FC를 제치고 2위를 기록하여 2013년 J1 재승격을 확정했다.

## 역대 우승
- 現 쇼난 벨마레
  - 천황배 : 1994년
  - 아시아 컵 위너스컵 : 1995년
  - J리그 디비전 2 : 2014년
  - J2리그 : 2017년
- 前 후지타사커클럽
  - 일본 사커 리그 1부 : 1977년, 1979년, 1981년
  - 천황배 : 1977년, 1979년
  - JSL컵 : 1973년
  - 재팬 풋볼 리그 : 1993년

## 선수단

### 현재 선수
참고: FIFA 자격 규정에 따라 소속된 국가대표팀 국기를 표시합니다. 선수는 복수의 FIFA 비회원국 국적을 가지고 있을 수 있습니다.
| 번호 | 포지션 | 국적 | 이름                                            |
| ---- | ------ | ---- | ----------------------------------------------- |
| 1    | GK     |      | 아키모토 요타                                   |
| 2    | MF     |      | 기쿠치 슌스케                                   |
| 3    | DF     |      | 오카자키 료헤이                                 |
| 4    | DF     |      | 안드레 바히아                                   |
| 6    | MF     |      | 이시카와 도시키                                 |
| 7    | MF     |      | 가미야 유타                                     |
| 8    | MF     |      | 야마다 나오키 (우라와 레드 다이아몬즈에서 임대) |
| 11   | FW     |      | 후지타 요시히토                                 |
| 13   | MF     |      | 야마네 미키                                     |
| 14   | MF     |      | 후지타 세이야                                   |
| 15   | FW     |      | 노다 류노스케                                   |
| 16   | MF     |      | 사이토 미쓰키                                   |
| 17   | FW     |      | 하나토 진                                       |
| 18   | MF     |      | 다케다 에이지로                                 |

| 번호 | 포지션 | 국적           | 이름                                              |
| ---- | ------ | -------------- | ------------------------------------------------- |
| 19   | FW     |                | 오모테하라 겐타                                   |
| 20   | DF     |                | 쓰보이 게이스케                                   |
| 22   | MF     |                | 시모다 호쿠토                                     |
| 24   | MF     |                | 나라와 유타                                       |
| 25   | GK     | 오스트레일리아 | 탄도 벨라피                                       |
| 27   | MF     |                | 안도 아키라                                       |
| 29   | DF     |                | 스기오카 다이키                                   |
| 30   | DF     |                | 시마무라 쓰요시                                   |
| 31   | GK     |                | 고토 마사아키                                     |
| 36   | DF     |                | 오카모토 다쿠야 (우라와 레드 다이아몬즈에서 임대) |
| 42   | DF     |                | 다카하시 료                                       |
| --   | GK     |                | 송범근                                            |

- 바라다 아키미(2020 ~ )

## 역대 감독
| 감독          | 임기        |
| ------------- | ----------- |
| 우에다 에이지 | 1999        |
| 우에다 에이지 | 2004 ~ 2006 |